# Elaphoglossum dimorphum
Elaphoglossum dimorphum är en träjonväxtart som först beskrevs av William Jackson Hooker och Grev., och fick sitt nu gällande namn av Moore. Elaphoglossum dimorphum ingår i släktet Elaphoglossum och familjen Dryopteridaceae. Inga underarter finns listade.